# Hemithea notospila
Hemithea notospila là một loài bướm đêm trong họ Geometridae.